# Johan Henrik Widmark
Johan Henrik Widmark, född 5 oktober 1859 i Ljusdals socken, Gävleborgs län, död 4 januari 1917 i Norra Råda församling, Värmlands län, var en svensk väg- och vattenbyggnadsingenjör. Han var son till Olof Widmark.
Efter mogenhetsexamen i Hudiksvall 1878 utexaminerades Widmark från Kungliga Tekniska högskolan 1882 och avlade examen för inträde i Väg- och vattenbyggnadskåren 1886. Han var biträdande ingenjör i Nedre norra väg- och vattenbyggnadsdistriktet 1882–88, andre ingenjör vid anläggning av vatten- och avloppsledningar i Karlstad 1888–89, förste ingenjör där 1889–90, löjtnant i Väg- och vattenbyggnadskåren 1888–98 samt flottnings- och byggnadschef för Klarälvens flottningsförenings flottleder inom Sverige och Norge 1891–1917. Han var mångårig ordförande i Norra Råda kommunalstämma.